# ديفيد تيرانس
ديفيد تيرانس (مواليد 11 أغسطس 1994) هو لاعب كرة قدم أورغوياني يلعب في مركز المهاجم في نادي أتلتيكو باراناينسي.

## روابط خارجية
- ديفيد تيرانس على موقع قاعدة بيانات كرة القدم.إي يو (الإنجليزية)
- ديفيد تيرانس على موقع ناشيونال فوتبول تيمز (الإنجليزية)
- ديفيد تيرانس على موقع Soccerway.com (الإنجليزية)
- ديفيد تيرانس على موقع عالم كرة القدم.نت (الإنجليزية)
- ديفيد تيرانس على موقع AS.com (الإسبانية)